# Glomera kanke
Glomera kanke är en orkidéart som beskrevs av Pieter van Royen. Glomera kanke ingår i släktet Glomera och familjen orkidéer. Inga underarter finns listade i Catalogue of Life.